# Enrico Berti
Pour les articles homonymes, voir Berti.
Enrico Berti (né à Valeggio sul Mincio, le 3 novembre 1935 et mort à Padoue, le 5 janvier 2022) est un philosophe italien, professeur d'histoire de la philosophie et président honoraire de l'Institut international de philosophie.

## Biographie
Il est diplômé de philosophie de l'université de Padoue en 1957 et se perfectionne en 1963 auprès de Marino Gentile.
De 1961 à 1964, il est assistant auprès de l'université de Padoue.Après avoir remporté le concours de professeur titulaire en 1963, il devient en 1965 professeur titulaire d'histoire de la philosophie antique à l'université de Pérouse et, en 1969, de l'histoire de la philosophie dans cette même université.
En 1971, il est nommé à l'université de Padoue, où il enseigne l'histoire de la philosophie jusqu'en 2009, devenant professeur émérite en 2010. Il a également été chargé de cours aux universités de Genève, Bruxelles, Santa Fé (Argentine) et à la faculté de théologie de Lugano.
Il était membre national de l'Académie nationale des Lyncéens et d'autres institutions et académies italiennes et étrangères.
Il préside de 1983 à 1986 la Société philosophique italienne.
En 1987, il remporte le prix de l'association internationale Friedrich Nietzsche pour la philosophie, en 2005 le prix Iannone pour la philosophie antique, en 2007 le prix Santa Marinella et le prix Castiglioncello pour la philosophie, en 2009 le prix Athene Noctua et en 2012 le prix journalistique Lucio Colletti.
Il est nommé en 2013 doctor honoris causa de l'université nationale et capodistrienne d'Athènes et en 2014, Honorary Fellow de l'Interdisciplinary Centre for Aristotle Studies de l'université de Salonique.
Il reçoit en 2013 l'insigne de grand-officier de l'ordre du Mérite de la République italienne.
Le professeur Enrico Berti meurt en 2022 à l'âge de 86 ans.

## Pensée
Il s'est particulièrement intéressé à la philosophie d'Aristote dont il fut un expert au niveau international. Sa recherche s'est concentré sur les questions de philosophie pratique et sur la fondation rationnelle d'une éthique argumentative, avec une attention particulière sur l'analyse du rapport entre la métaphysique, l'éthique et la politique contemporaine. Enrico Berti en a mesuré les traces notamment en ce qui concerne le problème de la contradiction et de la dialectique. Berti est entré dans la question débattue du rapport entre philosophie et science, essayant de définir la spécificité de la philosophie, qui repose sur une rationalité qui ne peut être rapportée à cette science, mais plutôt à la dialectique et à la rhétorique. Sur un plan plus strictement théorique, il s'est intéressé à la possibilité de proposer aujourd'hui une philosophie de type métaphysique, en formulant une conception « humble » ou « pauvre » de la métaphysique comme prise de conscience du caractère problématique, et donc de l'insuffisance, du monde de l'expérience, considéré dans sa totalité (comprenant la science, l'histoire, l'individu et la société)

## Œuvres principales
- L'interpretazione neoumanistica della filosofia presocratica, Padova, 1959.
- La filosofia del primo Aristotele, Padova, Cedam, 1962; 2ª ed., Milano, Vita e Pensiero, 1997.
- Il "De republica" di Cicerone e il pensiero politico classico, Padova, Cedam, 1963.
- L'unità del sapere in Aristotele, Padova, Cedam, 1965.
- La contraddizione, 1967.
- Studi sulla struttura logica del discorso scientifico, 1968.
- Studi aristotelici, L'Aquila, Japadre, 1975 (nouvelle éd., 2012).
- Aristotele. Dalla dialettica alla filosofia prima, Padova, Cedam, 1977.
- Ragione scientifica e ragione filosofica nel pensiero moderno, Roma, La Goliardica, 1977.
- Profilo di Aristotele, Roma, Studium, 1979.
- Il bene, Brescia, La Scuola, 1983.
- Le vie della ragione, Bologna, Il Mulino, 1987.
- Contraddizione e dialettica negli antichi e nei moderni, Palermo, L'Epos, 1987 (nouvelle éd., 2015).
- Le ragioni di Aristotele, Roma-Bari, Laterza, 1989.
- Storia della filosofia. Dall'antichità a oggi (avec Franco Volpi), Roma-Bari, Laterza, 1991.
- Aristotele nel Novecento, Roma-Bari, Laterza, 1992.
- Introduzione alla metafisica, Torino, UTET, 1993.
- Il pensiero politico di Aristotele, Roma-Bari, Laterza, 1997.
- (éd., avec Cristina Rossitto) Aristotele e altri autori, Divisioni, con testo greco a fronte, coll. Il pensiero occidentale, 2005.
- In principio era la meraviglia. Le grandi questioni della filosofia antica, Roma-Bari, Laterza, 2007.
- (fr) Dialectique, physique et métaphysique. Études sur Aristote, Peeters, 2008.
- Il libro primo della «Metafisica» (avec Cristina Rossitto), traduzione di Antonio Russo, Roma-Bari, Laterza, 2008.
- Sumphilosophein. La vita nell'Accademia di Platone, Roma-Bari, Laterza, 2010.
- Nuovi studi aristotelici, 4 voll., Brescia, Morcelliana, 2004-2010.
- Invito alla filosofia, Brescia, La Scuola, 2011.
- La ricerca della verità in filosofia, Roma, Studium, 2014.
- Aristotelismo, Bologna, il Mulino, 2017.

En 2004, Enrico Berti écrit un dialogue satirique, un « faux d'auteur » attribué à Aristote, Eubule ou de la richesse: dialogue perdu contre les riches gouvernants (Eubulo o della ricchezza: dialogo perduto contro i governanti ricchi).

### Traductions
- Aristote, Metafisica, trad., intr. et notes d'E. Berti, coll. Biblioteca Filosofica, Laterza, Rome-Bari, 2017,  (ISBN 978-88-5812-455-0)

## Distinctions
- Grand-officier de l'ordre du Mérite de la République italienne

Il était membre des institutions, sociétés savantes et académies suivantes:
- Académie nationale des Lyncéens
- Institut international de philosophie
- Istituto veneto di scienze, lettere ed arti
- Société européenne de culture
- Fédération internationale des sociétés de philosophie
- Académie pontificale des sciences
- Académie pontificale Saint-Thomas-d'Aquin
- Accademia galileiana di scienze, lettere ed arti
- Società filosofica italiana[4]